# Pseudagrion lalakense
Pseudagrion lalakense – gatunek ważki z rodziny łątkowatych (Coenagrionidae).